# کوه نر
کوه نر به رشته کوه جنوبی علامرودشت گفته می‌شود. این کوه که سرشار از منابع طبیعی و زیرزمینی همچون گیاهان داروئی، گاز و ... می‌باشد، به صورت دیواری عظیم و صعب العبور، دشت علامرودشت را در شمال از دشت لامرد در جنوب جدا میکند. اکثر روستاهای علامرودشت به صورت نواری ممتد در دامنه شمالی این کوه قرار گرفته‌است. میدان گازی وراوی نیز در این کوه واقع شده‌است. کوه نر در برخی منابع و نقشه‌های زمین‌شناسی به نام کوه وراوی نیز نامگذاری شده‌است.

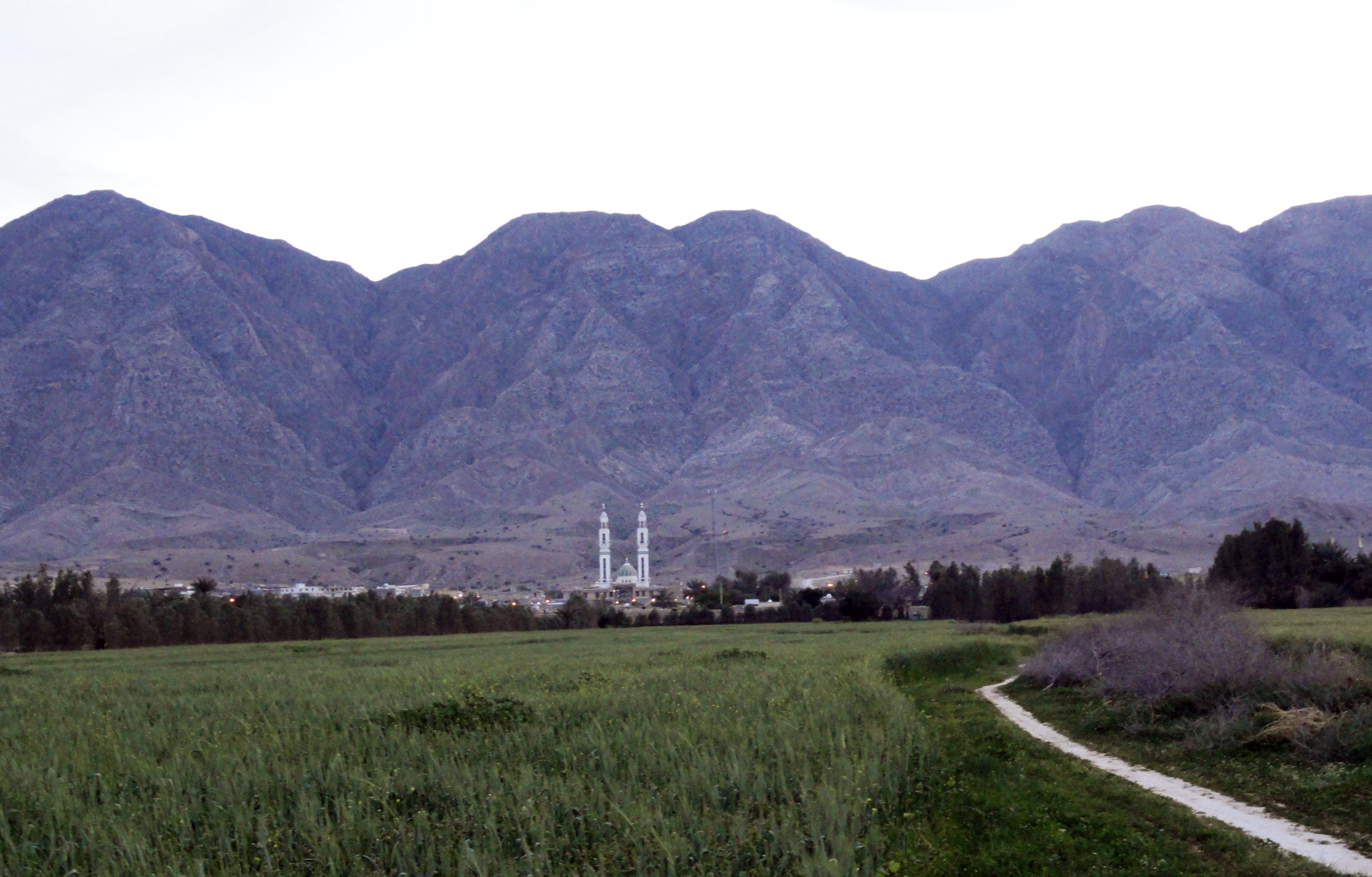

این کوه به صورت رشته طویلی مرکب از کوه‌های «ظالمی»، «لنگه آسیایی»، «نر»، «شکردان»، «تخته سروه دیوان»، «بَسرو» و «کلات مروری» به طول ۱۲۴ و عرض ۴ تا ۸ کیلومتر از مغرب روستای «شلدان» شروع شده و به سمت جنوب شرقی تا روستای «پاقلات» امتداد می‌یابد و مناطق علامرودشت و بیرم را در شمال از مناطق اسیر ، گله دار، مهر، وراوی، لامرد و اشکنان در جنوب جدا می‌سازد. کوه نر با حداکثر ارتفاع ۱۸۱۶ متر بلندترین کوه از رشته کوه‌های علامرودشت و مرتفع‌ترین نقطه شهرستان لامرد محسوب می‌شود. مرتفع‌ترین نقطه این کوه در روستاهای چاه کور واقع شده‌است.